# Philip Zwiener
Philip Zwiener (Rotenburg an der Wümme, 23 de julho de 1985) é um basquetebolista profissional alemão, atualmente joga no Alba Berlin.

## Carreira
Zwiener integrou o elenco da Seleção Alemã de Basquetebol nas Olimpíadas de 2008